# Ctenochromis luluae
Ctenochromis luluae és una espècie de peix de la família dels cíclids i de l'ordre dels perciformes.

## Morfologia
- Els mascles poden assolir 9,6 cm de longitud total.[3][4]

## Hàbitat
Viu en zones de clima tropical.

## Distribució geogràfica
Es troba a Àfrica: riu Lulua (conca del riu Congo).